# Stręgiel
Stręgiel (deutsch Groß Strengeln) ist ein Dorf in der polnischen Woiwodschaft Ermland-Masuren und gehört zur Stadt- und Landgemeinde Węgorzewo (Angerburg) im Powiat Węgorzewski (Kreis Angerburg).

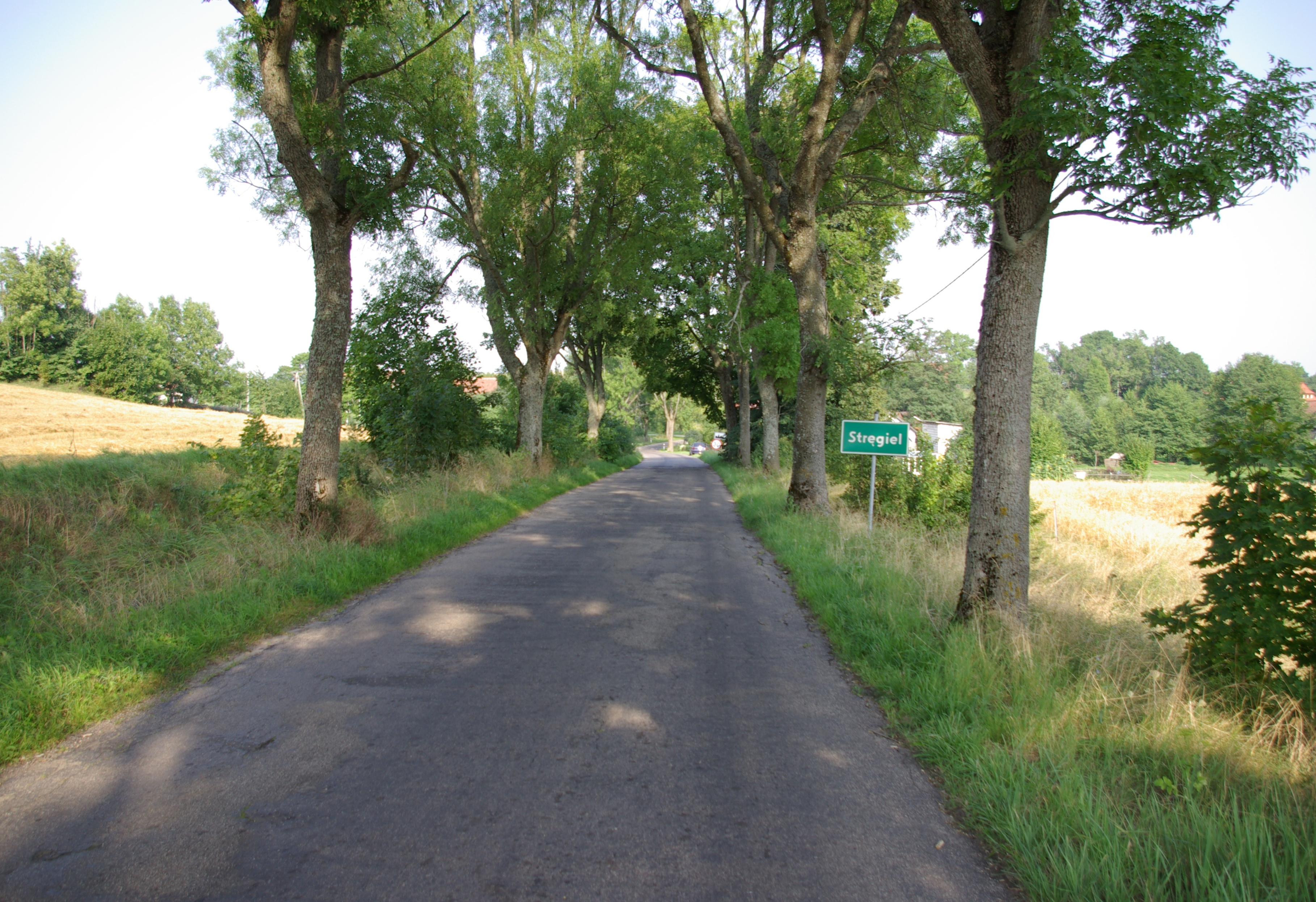
Ortseinfahrt Stręgiel (Groß Strengeln)

## Geographische Lage

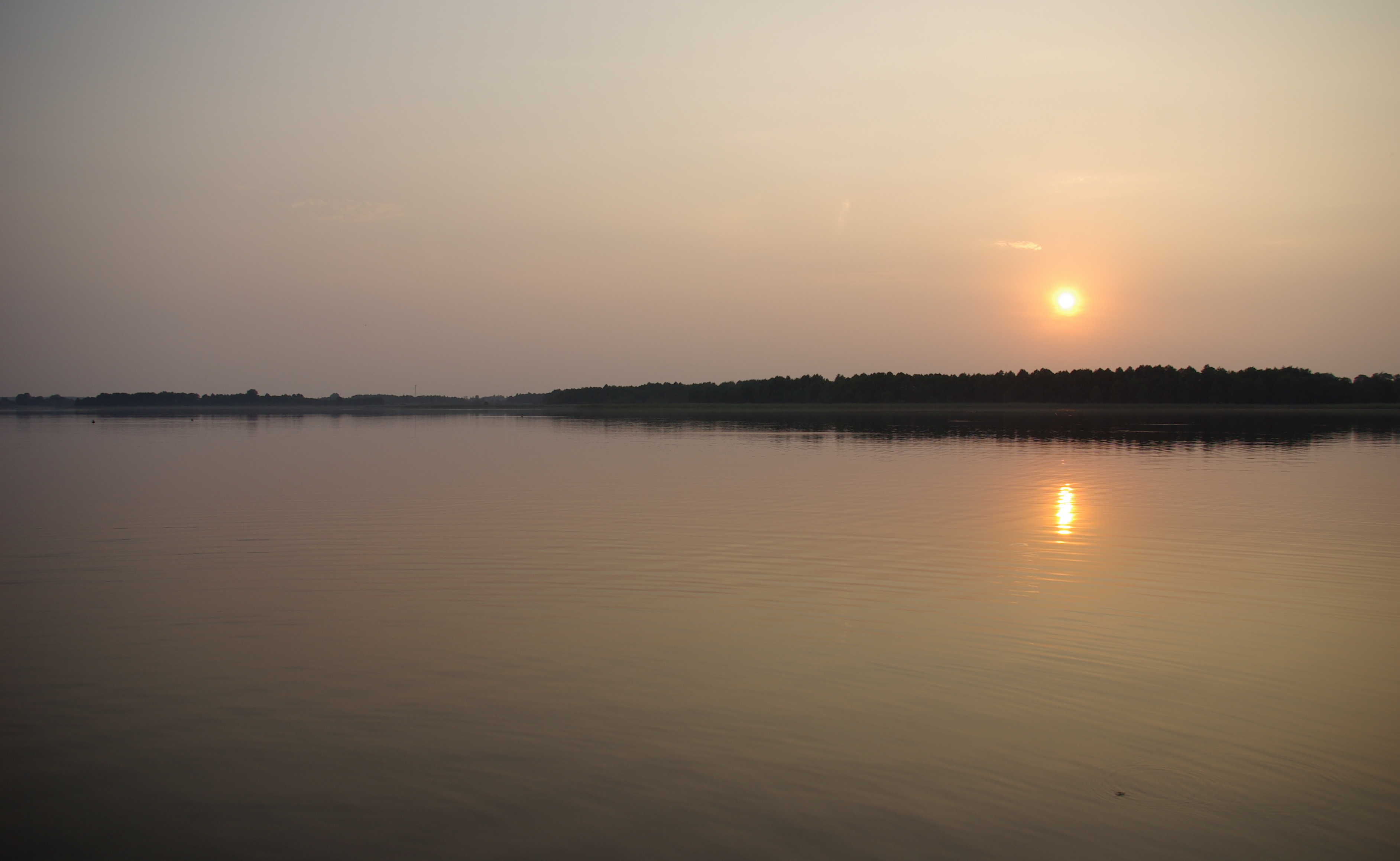
Der Jezioro Stręgiel (Groß Strengelner See)

Stręgiel liegt am Nordostufer des Jezioro Stręgiel (Groß Strengelner Sees) im Nordosten der Woiwodschaft Ermland-Masuren. Die Kreisstadt Węgorzewo (Angerburg) ist acht Kilometer in westlicher Richtung entfernt.

## Geschichte
Seine Gründung erlebte der seinerzeit Stringens genannte Ort im Jahre 1529. Eine spätere Namensform war um 1770 Stringel. Am 6. Mai 1874 wurde das Dorf Sitz und damit namensgebend für einen Amtsbezirk, der bis 1945 bestand und zum Kreis Angerburg im Regierungsbezirk Gumbinnen der preußischen Provinz Ostpreußen gehörte.
266 Einwohner zählte Groß Strengeln im Jahre 1910. Die Zahl stieg bis 1925 auf 327, betrug 1933 noch 266 und belief sich 1939 auf 262.
Am 17. Oktober 1928 wurde der bis dahin eigenständige Gutsbezirk Angerburg, Domänenamt – es handelte sich dabei um das Gebiet Groß Strengeln-See – in die Landgemeinde Groß Strengeln eingegliedert.
In Kriegsfolge kam das Dorf 1945 mit dem gesamten südlichen Ostpreußen zu Polen und trägt seither die polnische Namensform „Stręgiel“. Heute ist der Ort Sitz eines Schulzenamtes (polnisch Sołectwo) und eine Ortschaft im Verbund der Stadt- und Landgemeinde Węgorzewo im Powiat Węgorzewski, vor 1998 der Woiwodschaft Suwałki, seitdem der Woiwodschaft Ermland-Masuren zugehörig.

### Amtsbezirk Groß Strengeln (1874–1945)
Zum Amtsbezirk Groß Strengeln gehörten in der gesamten Zeit seines Bestehens zwei Landgemeinden:
| Name           | Änderungsname 1938 bis 1945 | Polnischer Name |
| -------------- | --------------------------- | --------------- |
| Groß Strengeln |                             | Stręgiel        |
| Ogonken        | Schwenten                   | Ogonki          |

## Kirche
Kirchlich war Groß Strengeln bis 1945 nach Angerburg (polnisch Węgorzewo) eingepfarrt: der evangelische Bevölkerungsteil gehörte zur Angerburger Pfarrkirche im Kirchenkreis Angerburg innerhalb der Kirchenprovinz Ostpreußen der Kirche der Altpreußischen Union, der katholische Teil war in die Angerburger Kirche zum Guten Hirten im Dekanat Masuren II (Sitz: Johannisburg, polnisch Pisz) im damaligen Bistum Ermland eingegliedert.
Heute sind die katholischen Kirchenglieder der Pfarrei in Kuty (Kutten) mit der Kapelle in Krzywińskie (Krzywinsken, 1927 bis 1945 Sonnheim) zugeordnet. Sie gehört zum Dekanat Węgorzewo im Bistum Ełk (Lyck) der Römisch-katholischen Kirche in Polen. Die evangelischen Kirchenglieder gehören weiterhin nach Węgorzewo, einer Filialgemeinde von Giżycko (Lötzen) in der Diözese Masuren der Evangelisch-Augsburgischen Kirche in Polen.

## Verkehr
Stręgiel ist in kurzer Zeit über eine Nebenstraße, die nach Jakunówko (Jakunowken, 1938 bis 1945 Jakunen) führt, von Węgorzewo aus zu erreichen. Bis 1945 war die Kreisstadt außerdem die nächste Bahnstation mit Bahnverbindungen in das gesamte Ostpreußen. Heute sind alle Strecken nicht mehr in Betrieb.